# Sefton

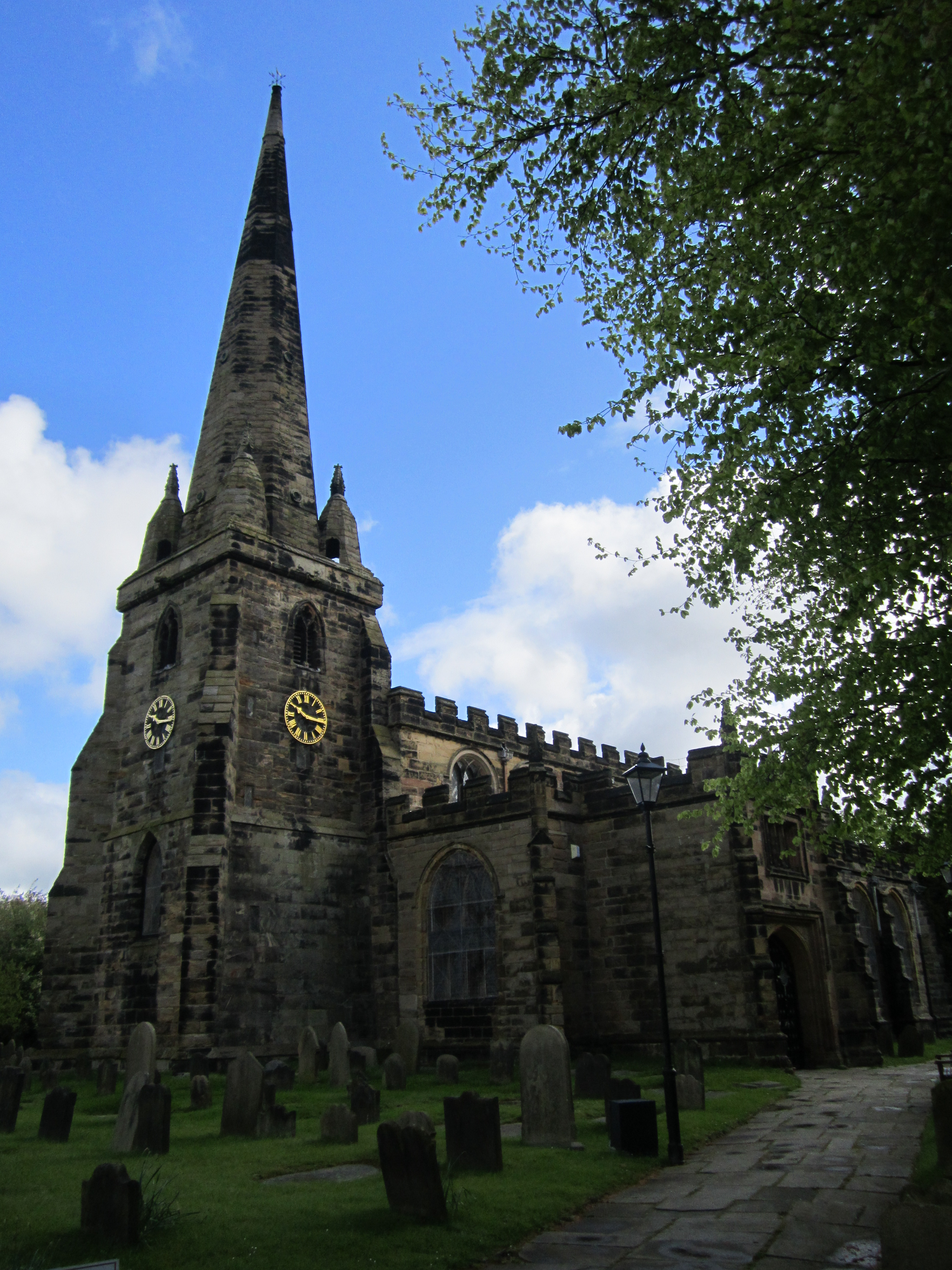

Sefton är en by och en civil parish i Merseyside i Storbritannien. Det ligger i distriktet Metropolitan Borough of Sefton och riksdelen England, i den centrala delen av landet, 290 km nordväst om huvudstaden London. Orten har 855 invånare (2011). Byn nämndes i Domedagsboken (Domesday Book) år 1086, och kallades då Sextone.
Klimatet i området är tempererat. Årsmedeltemperaturen i trakten är 8 °C. Den varmaste månaden är juli, då medeltemperaturen är 20 °C, och den kallaste är januari, med 0 °C.